# Віковічний каштан (пам'ятка природи)
Вікові́чний кашта́н — ботанічна пам'ятка природи місцевого значення в Україні. Розташована в межах Рівненського району Рівненської області, в центрі села Шубків. Каштан росте біля колишнього панського будинку, в якому на початку XIX століття розміщувалась рільнича школа.
Площа 0,1 га. Статус надано згідно з рішенням Рівненського облвиконкому від 10.10.1969 року, № 818. Перебуває у віданні Шубківської сільської ради. 
Статус надано з метою збереження 300-річного гіркокаштана звичайного. Дерево заввишки понад 30 м, обхват — бл. 5 м; має три стовбури. 